# Dekanat Havlíčkův Brod
Dekanat Havlíčkův Brod – jeden z 14 dekanatów diecezji hradeckiej w Czechach. W jego skład wchodzi 26 parafii.

## Lista parafii
| Lp. | Miejscowość                | Parafia                                        |
| --- | -------------------------- | ---------------------------------------------- |
| 1   | Čachotín                   | Parafia św. Wawrzyńca                          |
| 2   | Česká Bělá                 | Parafia św. Bartłomieja                        |
| 3   | Dolní Krupá                | Parafia św. Wita                               |
| 4   | Golčův Jeníkov             | Parafia św. Franciszka z Asyżu                 |
| 5   | Habry                      | Parafia Narodzenia Najświętszej Maryi Panny    |
| 6   | Havlíčkova Borová          | Parafia św. Wita                               |
| 7   | Havlíčkův Brod             | Parafia Wniebowzięcia Najświętszej Maryi Panny |
| 8   | Chotěboř                   | Parafia św. Jakuba Starszego Apostoła          |
| 9   | Krucemburk                 | Parafia św. Mikołaja                           |
| 10  | Lučice                     | Parafia św. Małgorzaty                         |
| 11  | Nížkov                     | Parafia św. Mikołaja                           |
| 12  | Nová Ves u Chotěboře       | Parafia św. Jana Nepomucena                    |
| 13  | Pohled                     | Parafia św. Andrzeja Apostoła                  |
| 14  | Polná                      | Parafia Wniebowzięcia Najświętszej Maryi Panny |
| 15  | Přibyslav                  | Parafia Narodzenia św. Jana Chrzciciela        |
| 16  | Sázavka                    | Parafia Narodzenia św. Jana Chrzciciela        |
| 17  | Skuhrov u Havlíčkova Brodu | Parafia św. Mikołaja                           |
| 18  | Sopoty                     | Parafia Nawiedzenia Najświętszej Maryi Panny   |
| 19  | Střítež                    | Parafia św. Floriana                           |
| 20  | Svatý Kříž                 | Parafia Znalezienia Krzyża Świętego            |
| 21  | Šlapanov                   | Parafia Świętych Apostołów Piotra i Pawła      |
| 22  | Štoky                      | Parafia św. Jakuba Starszego Apostoła          |
| 23  | Uhelná Příbram             | Parafia św. Michała Archanioła                 |
| 24  | Velká Losenice             | Parafia św. Jakuba Starszego Apostoła          |
| 25  | Vilémov u Golčova Jeníkova | Parafia św. Wacława                            |
| 26  | Ždírec                     | Parafia św. Wacława                            |